# Neuwegersleben
Neuwegersleben ist ein Ortsteil der Gemeinde Am Großen Bruch im Landkreis Börde in Sachsen-Anhalt.

## Geografie
Zum Ortsteil gehört der Wohnplatz Neudamm.

## Geschichte
Wegersleben wurde im 10. Jahrhundert erstmals im Urbar des Klosters Werden erwähnt. Im Jahre 1112 als Wageresleve in einer Urkunde des Klosters Hamersleben und 1118 als Wegersleve. Der Namensbestandteil Weger- stammt von dem Personennamen Wagher, die Endung -leben bedeutet: „Hinterlassenschaft, Erbe“.
Das Dorf und die Burg Wegersleben lagen im Mittelalter am Großen Bruchsee, mit einer Fährverbindung zwischen der wichtigen Heer- u. Handelsstraße von Leipzig nach Hamburg. Nicht weit entfernt vom Dorf, hatte im Jahre 933 das Heer von König Heinrich I. die Ungarn in einer großen Schlacht vernichtend geschlagen.
Im August 1112 schenkte die Edle Thietburgis mit ihrer Tochter Mathilde aus dem Hause des Pfalzgrafen von Sommerschenburg, dem ein Jahr zuvor gegründeten Augustiner-Kloster Hamersleben, einen Teil ihrer Güter und Ländereien, darunter auch 21 Hufen in dem damals wüsten Wagersleve. 1137 ließ der Bischof von Halberstadt einen festen Damm durch den Bruch in Richtung Kloster anlegen. 1140 ist das Dorf wieder bewohnt und Bischof Rudolf ließ unter Patronat des Klosters eine Kirche auf einer Hofstelle errichten. Die Adelsfamilie von Berwinkel war in Wegersleben lange Zeit begütert. Gebhard von Berwinkel besaß schon vor 1292 Güter im Dorf, zuletzt wurde die Familie 1446 von Erzbischof Friedrich in Wegersleben belehnt. Das Geschlecht erlosch 1492. Heinrich von Veltheim verkaufte 1462 die Burg und Güter an die von Wopke. Kloster Huysburg veräußerte im Jahre 1477 den Zehnten zu Wegersleben für 1150 rheinische Gulden an das Kloster Hamersleben. 
Erzbischof Ernst verkaufte 1494 Dorf und Burg mit allem Zubehör an das Kloster Hamersleben. Deswegen gab es danach zwischen Kloster und den von Wopke jahrelange finanzielle Streitigkeiten. Ab 1495 verfielen Dorf und Burg immer mehr zur Wüstung und im Jahre 1521 wurden die wenigen Einwohner nach Hamersleben eingepfarrt (Bauern-Kirche). Hans von Hornhausen veräußerte 1531 seine Güter an das Kloster und 1536 beschließt der Bischof von Halberstadt den Bruch urbar zu machen. 1548 wird der Damm zerstört, aber von Herzog Julius von Braunschweig umgehend erneuert. Lehngeber an das Kloster waren in den folgenden 200 Jahren die Herren von Neindorf, als Hauptgrundbesitzer und Lehnsherren des wüsten Wegersleben.
Ab dem Jahre 1751 errichtete der Prälat Heinrich Nolte um ein Vorwerk des Klosters Hamersleben eine neue Siedlung, nun Neuwegersleben genannt. Nach der Aufhebung des Klosters 1804 wurde der Ort in eine besondere königliche Domaine umgewandelt. Seit 1840 gab es eine Schule in Neuwegersleben und 1842 hatte das Dorf 25 Wohnhäuser und 125 Einwohner. Das Geschlecht derer von Kotze war hier begütert. Im Jahre 1899 hatte der Ort 894 Einwohner.
Durch den freiwilligen Zusammenschluss der Gemeinden Gunsleben, Hamersleben und Neuwegersleben entstand am 1. Juli 2004 die neue Gemeinde Am Großen Bruch, dadurch verlor Neuwegersleben seine politische Selbstständigkeit.

## Politik

### Wappen
Das Wappen wurde am 16. Mai 1994 durch das Regierungspräsidium Magdeburg genehmigt.
Blasonierung: „In Rot eine silberne Waage.“
Die Waage wurde bereits im Dienstsiegel geführt. Sie ist das Symbol, welches sich an dem im 18. Jahrhundert erbauten Herrensitz befindet. Die Farben sind eine Anlehnung an die des Bistums Halberstadt, sowie an die Sommerschenburger, die als erste Grundherren hier auftraten.

### Flagge
Die Gemeindeflagge ist Weiß - Rot gestreift.

## Sehenswürdigkeiten

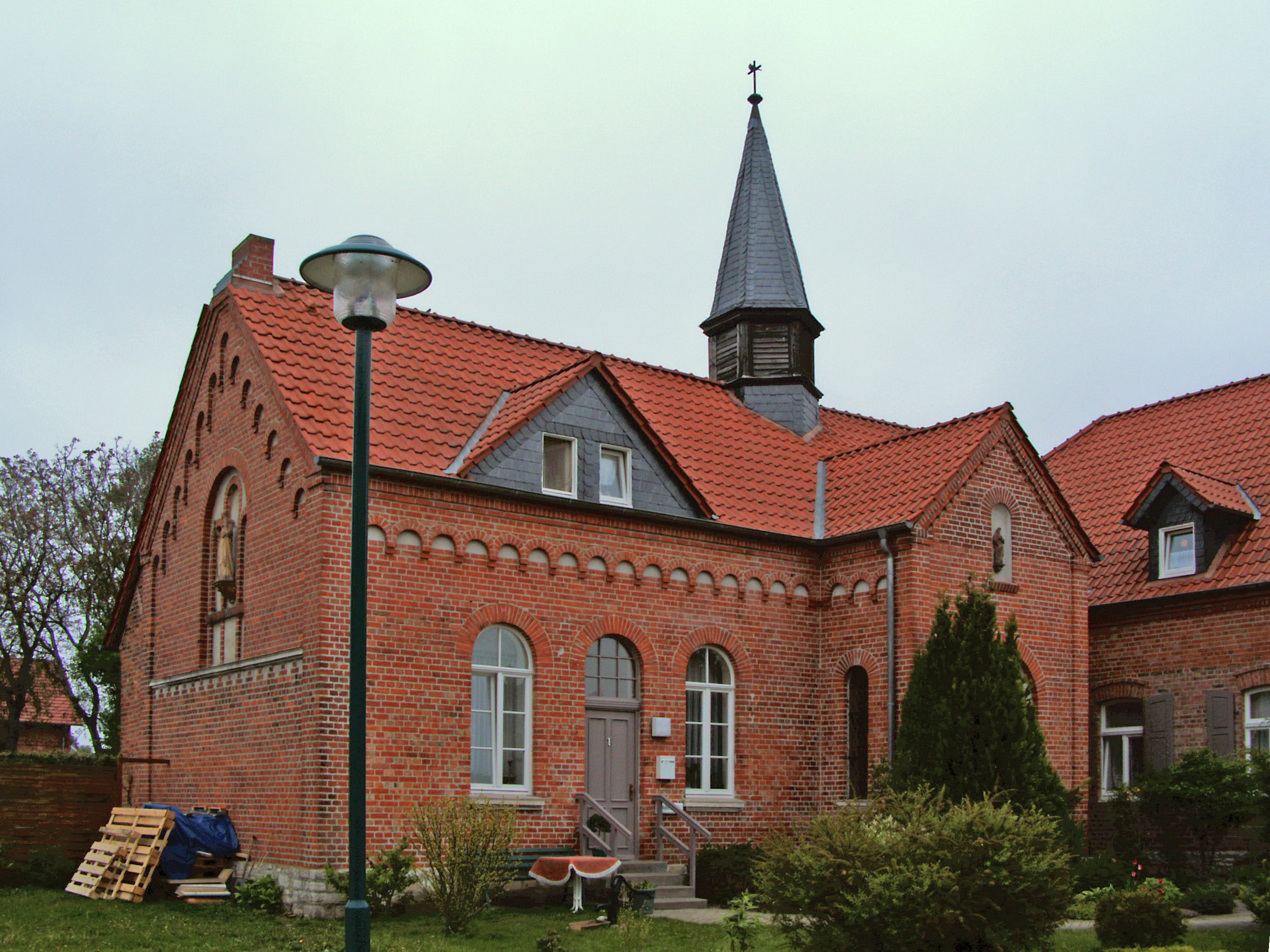
Ehemalige katholische Kirche

- In Neuwegersleben befindet sich eine evangelische Dorfkirche, die in den Jahren 1912–14 erbaut wurde und mit einer Orgel Ernst Rövers ausgestattet ist.
- Die katholische Kirche wurde profaniert. Sie gehörte zur Pfarrei St. Pankratius in Hamersleben[8] und besaß das Patrozinium des heiligen Bernward. Die geostete Backsteinkirche mit dem kreuzbekrönten Dachreiter wurde 1898 eingeweiht.[9][10] An ihrem Westgiebel stellt eine Statue Jesus Christus als Guten Hirten dar, über dem Eingangsportal zeigt eine weitere Statue Josef von Nazaret. Die beiden Buntglasfenster im Chorraum zeigen Maria und Josef. An der Decke des Kirchenschiffs befindet sich ein Herz-Jesu-Bild, die Türen des Tabernakels sind mit Engeln geschmückt. Bereits ab 1874 gab es in Neuwegersleben eine katholische Schule, die im Nationalsozialismus 1939 geschlossen wurde.[11]
- Telegrafenhaus des Preußischen optischen Telegrafen

## Verkehr

Bahnhof Neuwegersleben Mai 1992

Der Bahnhof Neuwegersleben lag an der Bahnstrecke Oschersleben–Wolfenbüttel. Diese Strecke ist stillgelegt.

## Söhne und Töchter der Gemeinde
- Adolf Decker (1866–1945), Gewerkschafter und Politiker
- Hermann Ebeling (1909–1980), Pädagoge, Journalist, Emigrant